# Bembibre
Bembibre – gmina w Hiszpanii, w prowincji León, w Kastylii i León, o powierzchni 63,42 km². W 2011 roku gmina liczyła 9929 mieszkańców.